# Martin Stuflesser
Martin Stuflesser (* 12. Juni 1970 in Neustadt an der Weinstraße) ist ein deutscher römisch-katholischer Priester, Theologe, Liturgiewissenschaftler und Hochschullehrer.

## Leben und Wirken
Stuflesser studierte ab 1989 Theologie an der Johannes Gutenberg-Universität Mainz und bis 1994 an der Katholisch-Theologischen Fakultät der Universität Münster. Am 6. Februar 1998 folgte seine Promotion zum Doktor der Theologie mit dem Gesamtprädikat summa cum laude mit der Dissertation Memoria Passionis. Liturgietheologische Studien über das Verhältnis von lex orandi und lex credendi am Beispiel des Opferbegriffs in den nachvatikanischen Eucharistischen Hochgebeten.
Seit 1997 ist er Mitglied der internationalen, ökumenischen Vereinigung Societas Liturgica, deren Sekretär er 2003 wurde, seit 1998 Mitglied der North American Academy of Liturgy. Ab 2000 bis 2006 war er als wissenschaftlicher Assistent bei Klemens Richter am Seminar für Liturgiewissenschaft in Münster tätig. 2004 habilitierte Stuflesser am Fachbereich Katholische Theologie der Westfälischen Wilhelms-Universität. Es erfolgte die Ernennung zum Privatdozent und Erteilung der Venia legendi für das Fach Liturgiewissenschaft.
Martin Stuflesser ist seit 2007 Lehrstuhlinhaber für Liturgiewissenschaft an der Katholisch-Theologischen Fakultät der Universität Würzburg. 2009 wurde er vom Mainzer Bischof, Kardinal Karl Lehmann, zum Priester geweiht.
Im Anschluss an die Frühjahrsvollversammlung der Deutschen Bischofskonferenz in Hildesheim wurde am Donnerstag, dem 27. Februar 2015, seine Ernennung zum Berater der Liturgiekommission bekannt.

## Veröffentlichungen (in Auswahl)
- Memoria Passionis. Das Verhältnis von lex orandi und lex credendi am Beispiel des Opferbegriffs in den Eucharistischen Hochgebeten nach dem II. Vatikanischen Konzil. (Münsteraner Theologische Abhandlungen 51). Altenberge 1998.
- Eucharistie. Liturgische Feier und theologische Erschließung. Regensburg 2013.
- Fundamentaltheologie des Sakramentalen. Eine Auseinandersetzung mit Louis-Marie Chauvets „Symbol und Sakrament“. (Theologie der Liturgie 9). Regensburg 2015.

## Film
- Loyola Productions Munich: Wandlung! Das Hochgebet als Höhepunkt der Messfeier auf YouTube, 15. Oktober 2024, abgerufen am 17. Oktober 2024 (deutsch; Laufzeit: 29:18). Erzähler und Darstellung Zelebrant